# Charensat
Charensat település Franciaországban, Puy-de-Dôme megyében. Lakosainak száma 474 fő (2022. január 1.). Charensat Charron, Dontreix, Biollet, Espinasse, Miremont, Montel-de-Gelat, Roche-d’Agoux, Vergheas és Villosanges községekkel határos.

## Népesség
A település népességének változása:
| Lakosok száma | 517  | 507  | 511  | 506  | 497  | 489  | 480  | 476  | 474  |
|               | 2013 | 2015 | 2016 | 2017 | 2018 | 2019 | 2020 | 2021 | 2022 |